# 韦芬萍
韦芬萍（1972年—），广西贵港人，壮族，中华人民共和国政治人物、第十一届全国人民代表大会广西地区代表。
毕业于中国人民大学公共管理专业。加入民建。担任广西壮族自治区平南县副县长、民建贵港市委员会主任委员。2008年起担任全国人大代表。